# Kevin McHale
Kevin McHale (celým jménem Kevin Michael McHale; 14. června 1988 Plano, Texas) je americký zpěvák a herec. Byl členem chlapecké skupiny NLT, nejvíce se proslavil svou rolí Artieho Abramse v seriálu Glee na stanici Fox.

## Kariéra
Kevin McHale se objevil jako poslíček v seriálu Kancl (2007), na tři epizody se stal členem obsazení seriálu Pravá krev (2008), kde si zahrál koronerova asistenta Neila Jonese. Ve třech epizodách se objevil i v seriálu Zoey 101. Následně začal účinkovat v seriálu Glee televizní stanice Fox, v němž vytrval v roli Artieho Abramse po všech 6 sezón (2009–2015).
Objevil se také v epizodních rolích dalších seriálů, např. v minisérii When We Rise (2017), Elita (2020) či American Horror Stories (2021). Namluvil postavy v animovaném seriálu Mezi námi medvědy (2016–2017) či ve videohře The Inpatient (2018).
V roce 2019 se stal soutěžícím reality show The X Factor: Celebrity.

### NLT
NLT (zkratka Not Like Them) byla americká chlapecká kapela, jejíž členy byli Travis Michael Garland, Kevin McHale, Justin Joseph „JJ“ Thorne, a Vahe „V“ Sevani. Objevil je Chris Stokes.

## Osobní život
V květnu 2018 v talkshow Facebook Live potvrdil dlouhodobé spekulace o tom, že je gay. Uvedl mimo jiné, že vždy pomáhal spolkům na pomoc LGBT komunitě. O několik týdnů dříve sám zveřejnil na Instagramu svou společnou fotografii s o pět let mladším americkým hercem Austinem McKenziem, která vyvolala nějaké spekulace.